# Pararezendesius luridus
Genre
Espèce
Pararezendesius luridus, unique représentant du genre Pararezendesius, est une espèce d'opilions laniatores de la famille des Cryptogeobiidae.

## Distribution
Cette espèce est endémique de l'État de São Paulo au Brésil. Elle se rencontre dans des grottes à Iporanga et Apiaí.

## Description
La femelle holotype mesure 3,0 mm.

## Publication originale
- Soares, 1972 : « Opera Opiliologica Varia II (Opiliones: Gonyleptidae, Phalangiidae, Phalangodidae). » Revista Brasileira de Biologia, vol. 32, no 1, p. 65–74.